# Dypsis brevicaulis
Dypsis brevicaulis là loài thực vật có hoa thuộc họ Arecaceae. Loài này được (Guillaumet) Beentje & J.Dransf. mô tả khoa học đầu tiên năm 1995.